# شباب البومب 10 (مسلسل)
شباب البومب 10 هو مسلسل سعودي كوميدي درامي عرض في 2 أبريل 2022. يستعرض في موسمه العاشر مجموعة متنوعة من الموضوعات خلال الحلقات مثل: التك توك، انقطاع الإنترنت، السناب شات، والعديد من الموضوعات والقضايا الاجتماعية في قالب كوميدي.

## الممثلون
- فيصل العيسى بدور «عامر»
- مهند الجميلي بدور «شكش»
- سلمان المقيطيب بدور «كفتة»
- علي المدفع بدور «أبو عامر»
- شفيقة يوسف بدور «أم عامر»
- فيصل المسيعيد بدور «صالح ابن عم عامر»
- محمد الدوسري بدور «ياسر»
- عبد العزيز برناوي بدور «عزوز»
- محمد عيسى بدور «أبو شكش»

- هيثم الخولي
- طرفه الشريف بدور نوف اخت عامر

### مشاركة النجوم
- ريماس منصور
- عوض عبد الله
- زارا البلوشي
- دانا آل سالم

### ضيوف الشرف
- مطرب فواز
- شافي الحارثي

## الحلقات
| ر. الإجمالي | العنوان        | تاريخ العرض الأصلي |
| ----------- | -------------- | ------------------ |
| 1           | «على الخريطة»  | 2 أبريل 2022       |
| 2           | «أيء أيو»      | 3 أبريل 2022       |
| 3           | «إستراحة ٤»    | 4 أبريل 2022       |
| 4           | «لعبة الكراسي» | 5 أبريل 2022       |
| 5           | «ياسر بن فيصل» | 6 أبريل 2022       |
| 6           | «أم صالح»      | 7 أبريل 2022       |
| 7           | «خالتي آية»    | 8 أبريل 2022       |

8«الكابتن عامر»
}} 
دربد دربد دربد اتحداك يا كبير انت يا كبير